# Тима Ярослава Іванівна
Тима Ярослава Іванівна (псевдонім Ірина Веснянко, нар. 15.12.1939 - ?  ) —   педагог, літератор, поетеса.
Мати Юрія Тими, колишнього депутата  Верховної Ради України II скликання.
БІОГРАФІЯ
Народилася 15 грудня 1939 року в с. Регетів Горлицького повіту Краківського воєводства, нині Польща 
Від 1946  проживає в Тернополі.  Маючи середню медичну освіту, яку здобула в 1957 році поступає у Львівський університет.
У 1975 році закінчує Львівський університет ім. І. Франка за спеціальністю романо-германські мови і література. 
Кваліфікація — філолог, викладач англійської мови. Поетеса. 
Працює вчителькою англ. мови у школах Тернопільського району. 
Від 1984 р. працює в Тернопільській  ЗОШ №21.
Діяльна в УНА-УНСО та ін. Громадських  організаціях. 

## Творчість
Автор книг: 
- «Сирітська доля» - 1997

- «Добро і зло» - 2000

- Зоря Полин" - третя збірка поетеси - 2001

- 'Квітка надії» -  2003

- «У прекрасному надзбруччі» - 2004

- «Щем душі»  - 2006 [1] [2]

«Зоря Полин» — третя збірка поетеси. До неї увійшли вірші патріотичного та ліричного звучання, дитячі та іроничні вірші, катрени, а також переклади з англійської мови Роберта Луіса Стівенсона і з російської Михайла Лермонтова.
Друкувалася у місцевих газетах: «Вільне життя», «Свобода», «Божий сіяч», «Русалка Дністрова», «Подільське слово», журналі «Освітянин».